# مارع
مارع (بكسر الراء) هي مدينة في محافظة حلب في سورية. تبعد عن حلب 35 كيلومتر إلى الشمال، وتبعد عن الحدود التركية السورية مسافة 25 كيلومتر. بلغ عدد سكان الناحية 39,306 نسمة حسب تعداد عام 2004.، كما تبلغ مساحتها 20 ألف هكتار.

## الاسم
أتى اسم «مارع» من كلمة السهل الممرع بمعنى السهل الذي تكثر فيه المراعي، كلمة «مارع» هو اسم الفاعل من مرعى أو مُمرع. كما ان الاسم له جذر عبري بمعنى سقطت من جراء الزلازل מרע اي ضعف وسقط بالاهتزاز.

## التاريخ
يرجع تاريخ المدينة إلى عهد الإسكندر المقدوني حيث تم العثور على لقى أثرية تؤكد ذلك من تلك الحقبة أي إلى الألف الثالث قبل الميلاد حيث أن الإسكندر المقدوني ترك حامية عسكرية صغيرة في محلة تدعى السربس حالياً إلى الشرق من تلك المدينة ولا تزال قطع حجرية بازلتية كبيرة متبعثرة منحوتة لسور عسكري قديم ويقال بأنه كانت هناك جالية يونانية تقيم في هذه المدينة والدليل على ذلك أنه توجد الكثير من السراديب متوضعة إلى الآن ويقال أنها تضم بعض الكنوز ثم قامت الفتوحات الإسلامية حيث تم تحرير هذ المدينة من اليونانيين ودخل الإسلام البعض منهم، ثم تتابعت الأحداث إلى عهد العثمانيين حيث تم تحويل هذه المدينة إلى قائمقامية ومركز قيد نفوس لسكان مارع وما حولها من القرى وأطلق عليها اسم (دفتردار) وبعد خروج العثمانيين، احتل الفرنسيون سوريا وقامت ضدهم حركات مقاومة حيث كانوا يسمون في مارع بـ الشتا إدت إلى خروج فرنسا واستقلال سوريا تم تعيين مدينة مارع كناحية إلى الآن.

في تاريخ 22/4/2011 انضمت مارع إلى الاحتجاجات السورية 2011 ضد نظام الأسد، بخروج أول مظاهرة تهتف للحرية.

## الزراعة في مارع
تنتشر فيها الزراعات بمختلف أنواعها ومن أهم المحاصيل التي تزرع في مدينة مارع بطاطا وبصل والشمندر ويقدر حجم إنتاج محصول بطاطا لمدينة مارع بالربع وسطياً حسب المواسم والأمطار من الناتج الوطني لسوريا وسلة محافظة حلب من محصولي البطاطا والبصل وتسوق المحاصيل الزراعية إلى المحافظات السورية القريبة.

## السكان
يبلغ عدد سكان مارع بحدود 50000 ألف نسمة حسب إحصائيات عام 2014 وغالبية السكان يتبعون الدين إسلام على المذهب السني.